# Nicolaus Jonas Sorber
Nicolaus Jonas Sorber (* vor 1690 in Haßleben; † 18. März 1759 in Erfurt) war ein deutscher Stück- und Glockengießer.

## Leben und Werk
Der seit 1709 in Erfurt nachweisbare Stück- und Glockengießer Nicolaus Jonas Sorber schuf vor allem in der ersten Hälfte des 18. Jahrhunderts einen eigenständigen Glockentyp, der zwischen den Geläuteidealen des Mittelalters und der Romantik lag. Die geistige und historische Nähe zu Johann Sebastian Bach und die einzigartige Klanggestalt seiner vielen Glocken lassen Sorber aus einer ganzen Reihe von Glockengießern des 18. Jahrhunderts hervortreten. Von den fünfstimmigen Geläuten des Erfurter Domes (1721), der Michaeliskirche in Ohrdruf (1755) und der Schlosskirche in Weimar (1712), ist lediglich das letztere im Original erhalten. Dieses zählt jedoch heute zu den schönsten und bedeutendsten mehrstimmigen Geläuten des Barock. Manche werden durch die Eigenwilligkeit des Klanges an die melodisch und harmonisch fast unerschöpfliche Klangwelt des Wohltemperierten Klaviers vom damaligen Weimarer Hoforganisten Johann Sebastian Bach erinnert, der den Klang des Geläuts während seiner Haft im November 1717 und zugleich Kompositionszeit aus nächster Nähe hören konnte. Bach hatte wohl auch einst den Auftrag zum Glockenguss vermittelt. Im Jahr 1734 bediente sich der lutherische Pfarrer der Traukirche von Bach in Dornheim, Johann Gottfried Gregorii für den Glockenneuguss für dieses Gotteshaus der Kunstbeflissenheit Sorbers.
Die außen häufig mit einem Schriftzug sowie Blatt- und Rankenfriesen versehenen Glocken zählen klanglich zu den Septimglocken. Die Sorberschen Glocken im Dom zu Erfurt sind eine würdige Begleitung der berühmten Gloriosa.
Neben Glocken und Kanonen hatte der privilegierte Kurmainzische Stück- und Glockengießer Sorber auch Feuerlöschgeräte in seinem Repertoire. Im Jahr 1722 lieferte er zum Beispiel Feuerspritzen an die Ortschaften Waltersdorf, Scherndorf und Riethgen.
Von den Söhnen Sorbers führte keiner die Werkstatt des 1759 verstorbenen Glockengießers fort. Nach zwei Weltkriegen sind von den etwa 50 bekannten durch Sorber gegossenen Glocken noch etwas mehr als die Hälfte erhalten.
Der Rechtswissenschaftler Johann Jakob Sorber war sein Sohn.